# Huhla, Haskovo
Huhla (în bulgară Хухла) este un sat în comuna Ivailovgrad, regiunea Haskovo,  Bulgaria. 

## Demografie
Componența etnică a satului Huhla
     Bulgari (100%)
     Nicio identificare (0%)
     Altele (0%)
La recensământul din 2011, populația satului Huhla era de 33 locuitori. Din punct de vedere etnic, toți locuitorii erau bulgari.